# 中の島美術学院
中の島美術学院（なかのしまびじゅつがくいん）は、大阪市中央区にある美術系の大学受験予備校。

## 沿革
- 1963年10月 - YNアート研究所として開校
- 1966年11月 - 中の島美術学院に改称
- 1967年4月 - 各種学校として認可
- 1976年4月 - 専修学校となる
- 2001年4月 - 専門学校中の島美術学院と改称
- 2013年 専修学校としては廃止し無認可校となる

## 学科
- デザイン学科
- 造形専攻科

他に、芸大・美大受験科、中学生コース、イラストベーシックコース

## 主な出身者
- 元永定正（画家）

## 所在地
- 〒540-0031 大阪市中央区北浜東6-6

最寄り駅は、京阪および地下鉄の北浜駅・天満橋駅など